# Sixten (Sparre)
Sixten (Sparre av Tofta), angiven son till det mytiska paret Nils av Tofta och Märta Eriksdotter av Sverige.
Enligt standardverket Äldre svenska frälsesläkter är Sixten endast känd genom sonen Abjörns patronymikon.
Sixtens maka var Ingrid Abjörnsdotter av Voxtorp i likanämnda socken i Östbo härad, Småland. Hon levde ännu 1310 och förde i sigillet sparre jämte tre liljor, två ovan och en nedan.
Barn:
1. Abjörn Sixtensson (Sparre av Tofta) (död 1310), riddare, riksråd, drots
2. Ingrid (död före 14 september 1301, förmäld i ett barnlöst äktenskap med fogden på slottet Tre Kronor i Stockholm Röd Keldorsson
3. Kristina (levde 1310), troligen mor till den Ingrid som var gift med riddaren Magnus Nilsson (Ivar Nilssons ätt).

## Fotnoter
1. ↑  Leo van de Pas, Genealogics, 2003, läs online och läs online.[källa från Wikidata]